# 川村拓夢
川村 拓夢（かわむら たくむ、1999年8月28日 - ）は、広島県広島市安佐南区出身のプロサッカー選手。オーストリア・ブンデスリーガ・レッドブル・ザルツブルク所属。ポジションはミッドフィールダー（MF）。元日本代表。

## 経歴

### 幼少期
広島市立原小学校出身で、アンガールズの山根良顕も所属した原サッカークラブの後輩にあたる。ツエーゲン金沢の力安祥伍は同サッカークラブの1年先輩。
小学1年生からのサンフレッチェサポーターで、ホームの時は毎週末スタジアムに通い、応援に明け暮れた。9歳だった2009年のホーム開幕戦では森脇良太と手をつないで試合前のピッチに足を踏み入れた。

### サンフレッチェ広島
2018年、下部組織からサンフレッチェ広島のトップチームに昇格。

### 愛媛FC（期限付き）
2018年12月、愛媛FCに期限付きで移籍することが発表された。
2019年、キャンプ中に強い吐き気を感じ、病院に喘息と診断される。川村は20歳で喘息を発症したことに驚き、「自分のサッカー人生はもうこのまま終わるのかな」と思ったが、適切な薬を見つけた結果、症状を抑えられるようになり試合にも出場できるようになった。

### サンフレッチェ広島
2021年12月、レンタル期間満了によりサンフレッチェ広島に復帰することが発表された。
2022年3月22日、左膝外側側副靭帯損傷によりチームを離脱した。2022年8月6日、J1第24節のアウェー鹿島アントラーズ戦（カシマサッカースタジアム）にてJ1初ゴールを決めた。同年9月3日、J1第28節のホーム清水エスパルス戦（エディオンスタジアム広島）にて、自陣から相手ゴールに蹴り込む、距離にして約60mのロングシュートで得点する。この得点は明治安田生命Ｊリーグ KONAMI月間ベストゴールの9月度、及びJ1リーグの年間最優秀ゴール賞に選出された。
2024年6月15日、海外クラブへの移籍の手続きなどでチームを離脱することが発表された。

### レッドブル・ザルツブルク
2024年6月24日、オーストリア・ブンデスリーガのレッドブル・ザルツブルクに完全移籍することが発表された。契約は2028年夏までの4年間で、背番号は16になった。川村から連絡をもらった南野拓実は「海外挑戦が初めてだし、いろんな環境に対しての不安もあると思う」と気遣いながらも「サッカーの実力は代表で一緒にプレーしている僕が見る限り、絶対にヨーロッパでも通用するし、ザルツブルクでも即スタメンで結果を残せる実力があるし、残さないといけない」と太鼓判を押した。移籍後の7月11日、左膝内側靭帯を断裂し、約3カ月間チームを離脱した。

### 代表
2023年6月、キリンチャレンジカップに挑む日本代表に初選出された。しかし、体調不良で代表活動を途中離脱となった。
2024年1月1日のタイ戦で後半途中から代表初出場を果たし、同試合で初ゴールを決めた。

## 所属クラブ
- 原サッカークラブ[4]（広島市立原小学校）[5]
- 2012年 - 2014年 サンフレッチェ広島ジュニアユース (広島市立祇園東中学校)[5]
- 2015年 - 2017年 サンフレッチェ広島ユース（広島県立吉田高等学校）[5]
  - 2017年  サンフレッチェ広島 (2種登録選手)
- 2018年 - 2024年6月  サンフレッチェ広島
  - 2019年 - 2021年  愛媛FC (期限付き移籍)
- 2024年6月 -  レッドブル・ザルツブルク

## 個人成績
| 国内大会個人成績 | 国内大会個人成績 | 国内大会個人成績 | 国内大会個人成績 | 国内大会個人成績 | 国内大会個人成績 | 国内大会個人成績 | 国内大会個人成績 | 国内大会個人成績 | 国内大会個人成績 | 国内大会個人成績 | 国内大会個人成績 |
| 年度             | クラブ           | 背番号           | リーグ           | リーグ戦         | リーグ戦         | リーグ杯         | リーグ杯         | オープン杯       | オープン杯       | 期間通算         | 期間通算         |
| 年度             | クラブ           | 背番号           | リーグ           | 出場             | 得点             | 出場             | 得点             | 出場             | 得点             | 出場             | 得点             |
| 日本             | 日本             | 日本             | 日本             | リーグ戦         | リーグ戦         | リーグ杯         | リーグ杯         | 天皇杯           | 天皇杯           | 期間通算         | 期間通算         |
| ---------------- | ---------------- | ---------------- | ---------------- | ---------------- | ---------------- | ---------------- | ---------------- | ---------------- | ---------------- | ---------------- | ---------------- |
| 2018             | 広島             | 29               | J1               | 0                | 0                | 3                | 0                | 0                | 0                | 3                | 0                |
| 2019             | 愛媛             | 29               | J2               | 4                | 1                | -                | -                | 1                | 0                | 5                | 1                |
| 2020             | 愛媛             | 29               | J2               | 39               | 6                | -                | -                | -                | -                | 39               | 6                |
| 2021             | 愛媛             | 8                | J2               | 34               | 8                | -                | -                | 1                | 1                | 35               | 9                |
| 2022             | 広島             | 27               | J1               | 16               | 3                | 8                | 2                | 3                | 2                | 27               | 7                |
| 2023             | 広島             | 8                | J1               | 32               | 3                | 5                | 2                | 2                | 0                | 39               | 6                |
| 2024             | 広島             | 8                | J1               | 14               | 2                | 1                | 1                | 0                | 0                | 15               | 3                |
| オーストリア     | オーストリア     | オーストリア     | オーストリア     | リーグ戦         | リーグ戦         | リーグ杯         | リーグ杯         | オーストリア杯   | オーストリア杯   | 期間通算         | 期間通算         |
| 2024-25          | ザルツブルク     | 16               | ブンデス         | 4                | 0                | -                | -                | 1                | 0                | 5                | 0                |
| 通算             | 日本             | 日本             | J1               | 62               | 8                | 17               | 5                | 5                | 2                | 84               | 15               |
| 通算             | 日本             | 日本             | J2               | 77               | 15               | -                | -                | 2                | 1                | 79               | 16               |
| 通算             | オーストリア     | オーストリア     | ブンデス         | 4                | 0                | -                | -                | 1                | 0                | 5                | 0                |
| 総通算           | 総通算           | 総通算           | 総通算           | 143              | 23               | 17               | 5                | 8                | 3                | 168              | 31               |

出場歴
- 公式戦初出場 - 2018年3月7日 ルヴァン杯グループステージ第1節 ガンバ大阪戦（パナソニックスタジアム吹田）
- Jリーグ初出場 - 2019年10月13日 J2第36節 アルビレックス新潟戦（ニンジニアスタジアム）
- Jリーグ初得点 - 2019年11月16日 J2第41節 FC琉球戦（ニンジニアスタジアム）

## タイトル

### チーム
サンフレッチェ広島ジュニアユース
- JFAプレミアカップ（2014年）

サンフレッチェ広島ユース
- 高円宮杯U-18サッカーリーグ プレミアリーグWEST（2016年）

サンフレッチェ広島
- Jリーグカップ（2022年）

### 個人
- メニコンカップ2014 日本クラブユースサッカー東西対抗戦大会 最優秀選手[24](2014年)

## 代表歴

### 出場大会
- U-15日本代表
  - バル・ド・マルヌU-16国際親善トーナメント（2014年）
- U-18日本代表
  - U18リスボン国際トーナメント（2017年）
  - SBSカップ 国際ユースサッカー（2017年）
  - U19-Four Nations（2017年）
  - AFC U-19選手権・予選（2017年）
- U-19日本代表
  - インドネシア遠征（2018年）
  - ロシア遠征（2018年）
- U-20日本代表
  - 宮崎トレーニングキャンプ（2019年）
- 日本代表
  - TOYO TIRES CUP 2024
  - 2026 FIFAワールドカップ・アジア2次予選

### 試合数
- 国際Aマッチ 3試合 1得点 (2024年)

| 日本代表 | 国際Aマッチ | 国際Aマッチ |
| 年       | 出場        | 得点        |
| -------- | ----------- | ----------- |
| 2024     | 3           | 1           |
| 通算     | 3           | 1           |

### 出場
| No. | 開催日        | 開催都市 | スタジアム                   | 対戦国     | 結果 | 監督   | 大会                                   |
| --- | ------------- | -------- | ---------------------------- | ---------- | ---- | ------ | -------------------------------------- |
| 1.  | 2024年1月1日  | 東京     | 国立競技場                   | タイ       | ○5-0 | 森保一 | TOYO TIRES CUP 2024                    |
| 2.  | 2024年6月6日  | ヤンゴン | トゥウンナ・スタジアム       | ミャンマー | ○5-0 | 森保一 | 2026 FIFAワールドカップ・アジア2次予選 |
| 3.  | 2024年6月11日 | 広島     | エディオンピースウイング広島 | シリア     | ○5-0 | 森保一 | 2026 FIFAワールドカップ・アジア2次予選 |

### ゴール
| No. | 開催日       | 開催都市 | スタジアム | 対戦国 | 結果 | 大会                |
| --- | ------------ | -------- | ---------- | ------ | ---- | ------------------- |
| 1.  | 2024年1月1日 | 東京     | 国立競技場 | タイ   | ○5-0 | TOYO TIRES CUP 2024 |